# 后箐彝族乡
后箐彝族乡是中华人民共和国云南省临沧市云县下辖的一个民族乡。

## 行政区划
后箐彝族乡下辖以下村级行政区划单位：
后箐村、上台村、梁子村、邦东村、白玉景村、菠萝村、勤山村、玉碗水村、营盘村、忙亚村和忙弄村。